# Episodi di Provaci ancora prof! (settima stagione)

Il logo della settima stagione.

La settima e ultima stagione della serie televisiva Provaci ancora prof! andò in onda in prima visione su Rai 1 dal 14 settembre al 19 ottobre 2017.
| nº | Titolo               | Prima TV Italia   |
| -- | -------------------- | ----------------- |
| 1  | Cioccolato amaro     | 14 settembre 2017 |
| 2  | A luci spente        | 18 settembre 2017 |
| 3  | Sangue nel cortile   | 21 settembre 2017 |
| 4  | Ragioni superiori    | 28 settembre 2017 |
| 5  | Attenti al mago      | 5 ottobre 2017    |
| 6  | Una scelta difficile | 12 ottobre 2017   |
| 7  | Errori a catena      | 18 ottobre 2017   |
| 8  | La resa dei conti    | 19 ottobre 2017   |

Cast fisso: Veronica Pivetti (Camilla Baudino), Enzo Decaro (Renzo Ferrero), Paolo Conticini (Gaetano Berardi), Pino Ammendola (ispettore Torre), Daniela Terreri (Lucianona), Ludovica Gargari (Livietta), Luca Murphy (George) e Valentina Pace (Bianca).

## Cioccolato amaro
- Diretto da:
- Scritto da:

### Trama
È passato diverso tempo dalla nascita dei figli di Carmen e Livietta, che intanto si è trasferita a Londra con George e la bambina, mentre Camilla, Gaetano, Renzo e Carmen ora vivono tutti nello stesso palazzo anche se in due scale diverse (soluzione comoda che permette sia a Renzo che a Carmen di occuparsi al meglio del figlio da separati) e Camilla ha cambiato scuola, insegnando per la prima volta in un istituto per adulti. Intanto, le acque si sono calmate e la prof ha finalmente preso una decisione: sta per andare a convivere con Gaetano, con cui è ormai stabilmente fidanzata. Renzo, dal canto suo, non si rassegna alla fine del loro matrimonio e vorrebbe ancora tornare con lei, sebbene Camilla metta in chiaro che ormai lei è andata avanti e il suo compagno ora è Gaetano. In questa prima puntata il centro delle indagini sono un omicidio avvenuto in una pasticceria e il piccolo Potti, che scappa saltando sulla macchina del presunto assassino mentre era a spasso con Renzo.
- Altri interpreti: Nick Russo (Fabio Canali), Diane Patierno (Clara Mosca), Claudio Morici, Jasmine Bouabid (Jamila), Emma Bonelli (Camilla, figlia di Livietta), Dylan Interlenghi (Lorenzo, figlio di Renzo).
- Ascolti Italia: telespettatori 4 242 000 – share 19,19%[1]

## A luci spente
- Diretto da:
- Scritto da:

### Trama
Gaetano e Camilla una sera vengono invitati ad un circo dove lavora un'allieva di Camilla, Katia, insieme a suo fratello maggiore Ivan. Durante lo spettacolo viene ucciso con un colpo di pistola un clown, un'affascinante ragazza di nome Giorgia. Camilla e Gaetano insieme a Torre e all'ispettrice Luciana Balocco iniziano ad indagare sulla vita privata della ragazza che secondo Katia, era sempre molto misteriosa e sfuggente. Grazie ad un altro clown del circo, Victor, amico di Giorgia, Camilla scopre che Giorgia era sempre accompagnata da un uomo di probabile origine russa che la portava ovunque, che viveva in un lussuosissimo appartamento e che aveva una relazione con Ivan, fratello di Katia. Dunque Gaetano intuisce che la vittima conduceva alle spalle dei genitori e dei colleghi del circo una doppia vita. Camilla e Katia riescono a contattare Ivan, divenuto latitante, il quale confessa la sua tresca con Giorgia e dalle sue parole si capisce poi che il vero obiettivo della sparatoria in realtà era proprio lui e non la ragazza pur non sapendo il motivo. Attraverso delle foto rinvenute nell'altro cellulare di Giorgia, Gaetano e Torre rintracciano una certa Irina, una vecchia amica russa della vittima e pedinandola arrivano a scovare il vero assassino. Irina scampata ad una sparatoria del vero responsabile, confessa tutto a Camilla e Gaetano: si tratta del delinquente ricercato Dimitri, il quale era compagno di Giorgia che aveva scoperto della storia tra la ragazza e Ivan e folle di gelosia aveva incaricato Boris, fratello di Irina e l'uomo che accompagnava sempre Giorgia, a organizzare il colpo che avrebbe portato all'omicidio di Ivan. Ma per un imprevisto a morire è stata Giorgia e non lui, quindi Dimitri ha ucciso Boris per vendicarsi. Nel frattempo, Livietta piomba con la piccola Cami a casa da Camilla e Gaetano tremendamente arrabbiata con George, che lei sostiene l’abbia tradita. Renzo e Camilla cercano di convincere Livietta a parlare con George, ma lei non ne vuole assolutamente sapere scontrandosi spesso con i genitori, mentre Gaetano, sentendosi sempre più oberato dal crescente caos familiare della compagna, concorda con Camilla che Livietta potrà ovviamente restare, ma dovrà trovare il modo di organizzarsi per essere autonoma nel gestire Cami e non pesare troppo sulla madre. Renzo, invece, decide di iniziare a fare delle sedute di psicanalisi per cercare di superare la fine del suo matrimonio con Camilla. Contemporaneamente a tutte queste vicende, sia Camilla che Renzo e Gaetano si accorgono in momenti diversi che qualcosa non va in Carmen, diventata all'improvviso stranamente nervosa mentre scompare di notte per andare a lavoro e non rientrare quasi mai. Una sera Renzo, preoccupato, cerca di contattarla di fronte a Camilla e Gaetano, ma la donna non risponde al telefono lasciando tutti sconcertati.
- Altri interpreti: Mary Petruolo (Giorgia), Dede Preti (Ivan Volkov), Alessandro Marinucci (Viktor), Jennifer Mischiati (Irina), Jasmine Bouabid (Jamila), Emma Bonelli (Camilla Turner), Dylan Interlenghi (Lorenzo Ferrero).
- Ascolti Italia: telespettatori 4 086 000 – share 17,47%[2]

## Sangue nel cortile
- Diretto da:
- Scritto da:

### Trama
Livietta decide di ospitare a casa Alba, sua amica londinese, per fare da babysitter a Cami, ma tornando a casa la sera le due avvistano un cadavere nel cortile, che però subito dopo sparisce. Intanto, da Londra arriva anche George, che nel disappunto generale confessa il tradimento, sebbene spergiuri che per lui non ha significato nulla, mentre Carmen prova a dire a Camilla che c’è qualcosa nella sua vita che la preoccupa e la turba, ma alla fine non ci riesce. Gaetano e la sua squadra arrestano il portiere Gustavo e una banda di clandestini che giocano abusivamente: Gustavo risulta essere anche il colpevole del delitto. Sempre Gaetano, intanto, riceve un’importante promozione di lavoro che però comporterebbe un trasferimento a Napoli e prova a parlarne con Camilla, la quale però è sempre sfuggente a causa di tutti gli eventi che stanno accadendo a casa e così i due hanno un’accesa discussione riguardo alle proprie rispettive priorità, sebbene poi si chiariscano e Camilla si dimostri di supporto verso la proposta ricevuta da Gaetano. Livietta, invece, decide di iscriversi all’università perché vuole ricominciare a studiare, mentre Renzo da un lato continua le sedute di psicanalisi e dall’altro vuole provare a sua volta ad aprirsi all’idea di una nuova relazione, iniziando a frequentare Marta, la preside della nuova scuola in cui lavora Camilla. Infine, una notizia terribile travolge tutti: Carmen muore in circostanze misteriose dopo un incidente stradale. 
- Altri interpreti: Mario Scerbo, Alessandra Korompay (Sign.ra Gardini), Armando De Razza, Jasmine Bouabid (Jamila), Emma Bonelli (Camilla Turner), Dylan Interlenghi (Lorenzo Ferrero).
- Ascolti Italia: telespettatori 4 047 000 – share 17,69%[3]

## Ragioni superiori
- Diretto da:
- Scritto da:

### Trama
L'episodio è incentrato completamente sulla misteriosa morte di Carmen, che si rivela essere un omicidio. Tutti continuano ad essere molto scossi dall’accaduto: Renzo ritiene di non esserle stato abbastanza vicino, mentre Camilla e Gaetano hanno i sensi di colpa per non aver compreso prima che c'era qualcosa che non andava e provocava una forte ansia in Carmen. I tre, quindi, iniziano ad indagare e a fare di tutto affinché sia fatta giustizia. Intanto, viene ucciso anche il medico legale che ha condotto l'autopsia sul cadavere della Rocas, pronto forse a rivelare qualcosa. Il primo sospettato è Paolo Trevisan, uomo che negli ultimi tempi Carmen frequentava. Trevisan si rivelerà poi essere un ispettore sotto copertura che stava investigando sulla 'Ndrangheta piemontese, infiltratasi nel cantiere di un centro commerciale dove Carmen lavorava come progettista cercando di seppellirvi dei rifiuti tossici. Vengono infine arrestati gli assassini di Carmen e del medico legale, due fratelli pregiudicati affiliati con la 'Ndrangheta, i cui membri infiltratisi al cantiere vengono invece presi grazie ad una retata.
- Altri interpreti: Claudio Alfonsi (Roberto Paone, medico legale), Roberta Passerini (Sign.ra Paone), Selene Caramazza (Nancy Paone), Francesco Sgrò (Bashir), Antonio De Matteo (Simone), Jasmine Bouabid (Jamila), Alessio Ranucci (Nico Dragan), Emma Bonelli (Camilla Turner), Dylan Interlenghi (Lorenzo Ferrero).
- Ascolti Italia: telespettatori 4 352 000 – share 18,92%[4]

## Attenti al mago
- Diretto da:
- Scritto da:

### Trama
Viene ucciso un certo mago Cornelius nel pieno centro di Torino, strozzato con una catenina dopo essere stato drogato. Ad avvertire la squadra di Berardi sono George, che è nuovamente a Torino in visita, e Alba, con una telefonata anonima, poiché quest'ultima si stava recando dalla vittima per via di delle proprie superstizioni personali. Ancora una volta Camilla si intrometterà nelle indagini e insieme a Gaetano scoprirà chi è l'assassino, un altro mago torinese (Nevio), e che l'omicidio è avvenuto a causa di grosse somme di denaro che Cornelius doveva alla moglie di Nevio, sua ex assistente. Renzo, intanto, continua la sua frequentazione con Marta e ha problemi a gestire il piccolo Renzito da solo dopo la morte di Carmen, finendo quindi per chiedere continuamente aiuto a Camilla che, seppur sotto pressione, non si nega mai, mentre le cose tra George e Livietta peggiorano ulteriormente. Sia Camilla che Gaetano dimostrano un po' di gelosia reciproca rispettivamente quando lei finisce per addormentarsi a casa di Renzo dopo aver badato ai bambini e quando lui va invece a fare una corsa mattutina fuori programma con il medico legale con cui collabora ultimamente, Bianca, diventata sua amica, anche se i due riescono a gestire senza troppi problemi anche queste piccole incomprensioni. 
- Altri interpreti: Robin Morf (Cesare Fusco/Mago Cornelius), Fabio Balasso (Walter Fusco), Victor Carlo Vitale, Salvatore Langella (Ricky Nasca), Roberta De Stefano (Ida), Jasmine Bouabid (Jamila), Emma Bonelli (Camilla Turner), Dylan Interlenghi (Lorenzo Ferrero), Alberto Basaluzzo, Francesco Sgrò (Bashir).
- Ascolti Italia: telespettatori 4 380 000 – share 18,75%[5]

## Una scelta difficile
- Diretto da:
- Scritto da:

### Trama
Camilla decide di andare ad assistere alla gara di nuoto di Jamila, una sua studentessa musulmana, assieme alla madre molto osservante e attaccata alle tradizioni religiose Meryem, la quale teme che la figlia possa assumere atteggiamenti troppo occidentali. In occasione della gara, Camilla conosce pure l'allenatrice di Jamilia, Valentina, nonché sua grande amica. Tuttavia quella sera stessa la giovane allenatrice viene trovata morta a bordo della sua auto in un parcheggio isolato. Il marito della vittima inizialmente viene indagato come il principale sospettato e si sospetta di un delitto passionale, ma l'uomo si suicida fuori Torino per il dolore, dopo aver appreso la morte della moglie. Grazie alle informazioni di Jamila (alla quale Valentina aveva confidato di essere in crisi con il marito a causa della sua infatuazione verso un altro uomo misterioso) e del piccolo Morris, il figlio di Valentina, Gaetano e Camilla scoprono che l'assassino è in realtà l'amante della donna, nonché fratello maggiore di Jamila: l'uomo confesserà che non poteva più continuare a disonorarsi con la sua relazione clandestina con Ventina e che infine si è visto costretto ad ucciderla poiché la donna aveva scoperto che lui faceva parte di un gruppo di terroristi, intenzionati a preparare un attentato. Intanto, Livietta progetta un loft per un cliente del padre (un affascinante avvocato 38enne che si prende una cotta per lei) e i due poi iniziano a frequentarsi con disappunto di Camilla e di Renzo, preoccupati per le recenti scelte di vita piuttosto avventate e irragionevoli della figlia. Sempre Renzo è preda dei dubbi perché non sa se portare la frequentazione con Marta al livello successivo, non essendo sicuro di sentirsi ancora pronto. Camilla e Gaetano, invece, entrano in crisi per via del continuo procrastinare da parte di lei di un weekend di “avanscoperta” a Napoli prima di prendere una decisione riguardo al trasferimento, il che porta alla luce il vero problema: tra la scuola, Renzo, la famiglia allargata e la casa costantemente invasa, Gaetano sente che Camilla dà sempre la priorità a qualcosa o qualcun altro invece che a lui e alla loro coppia, mentre Camilla pensa che Gaetano non prenda sufficientemente in considerazione le sue eventuali remore a lasciare la sua vita a Torino per affrontare un trasferimento del genere. Dopo un litigio, Gaetano decide di non tornare a casa per cena e fermarsi fuori a festeggiare il compleanno di Bianca, la quale però all’improvviso gli ruba un bacio non troppo gradito.
- Altri interpreti: Jasmine Bouabid (Jamila Faras), Luca Capuano (Stefano Busi), Valentina Beggio (Valentina Liberati), Rosa Pianeta (Meryem Faras), Marouane Zotti (Antonio Ronchi), Emma Bonelli (Camilla Turner), Dylan Interlenghi (Lorenzo Ferrero), Federico Ielapi (Morris Ronchi), Gian Franco Mazzoni (Pietro Ronchi), Francesco Sgrò (Bashir).
- Ascolti Italia: telespettatori 4 344 000 – share 18,62%[6]

## Errori a catena
- Diretto da:
- Scritto da:

### Trama
Gaetano indaga sull'omicidio della direttrice di in una casa di riposo per anziani: si tratta di Angela Carboni, trovata morta sul pavimento del suo studio. Tutti pensano sia stato un incidente, ma il fiuto per le indagini di Camilla dimostra il contrario. Nella casa di riposo lavora, in nero, anche Maria, una delle alunne della prof, che, interrogata, mente per coprire il figlio Nico, il quale aveva rubato alla madre un video girato di nascosto dagli ospiti della casa di riposo in cui si vede la direttrice che li tratta male e ricattava la donna in quanto aveva bisogno di soldi da dare a degli usurai. All’appuntamento con Angela, Nico ci è andato con Frida, la sua ragazza tedesca: è stata lei ad uccidere Angela. Nel frattempo, sebbene inizialmente i due sembravano aver ritrovato il loro equilibrio dopo la recente crisi, la storia tra Gaetano e Camilla inizia a vacillare seriamente quando Livia viene a sapere che Gaetano, poco convinto della moralità e serietà dell'avvocato con cui lei si frequenta, ha fatto prendere delle informazioni sul suo conto: la ragazza, adirata con Berardi, decide di andare a vivere dall’avvocato. Questo scatena una furiosa lite tra Camilla e Gaetano, che accusa la donna di non aver mai dato la giusta importanza alla loro relazione, mettendolo sempre al secondo posto rispetto alla sua famiglia e concedendo alla figlia troppe libertà, con il risultato che quest’ultima ora ha lasciato George alla prima difficoltà e si comporta in modo del tutto immaturo e irresponsabile, mentre Camilla non sopporta che Gaetano si sia intromesso in questo modo nella vita della figlia senza parlargliene: i due, stavolta, non riescono a trovare un punto d’incontro per risolvere le loro divergenze e Gaetano se ne va di casa. Intanto Livia, testarda e orgogliosa, non ascolta la madre e Alba quando le dicono che il suo comportamento sta ormai andando fuori controllo, ma per fortuna lei si rende conto in fretta che hanno ragione, lasciando l’avvocato, tornando a casa e chiedendo scusa per come ha trattato sia Camilla che Gaetano. Inoltre, la ragazza ammette di sentire la mancanza di George, così i due finalmente parlano, ammettono di aver fatto entrambi degli errori, fanno pace e lui dice che presto verrà a prendere lei e la piccola Cami per riportarle a Londra. Alba, invece, decide di andare in Australia per raggiungere il suo fidanzato, che vive lì mentre la prof riceve una telefonata dall'amica e collega Marta che l'avvisa che Vasco, un loro allievo, è misteriosamente
sparito facendo preoccupare Camilla.
- Altri interpreti: Alessio Ranucci (Nico Dragan), Carlotta Parodi (Frida), Luca Capuano (Stefano Busi), Annamaria Malipiero (Ines Travolta), Antonio Mancino (Attilio Giustini), Emma Bonelli (Camilla Turner), Dylan Interlenghi (Lorenzo Ferrero), Jasmine Bouabid (Jamila), Gloria Coco, Carlo Del Giudice (Osvaldo Monti), Rosaria D'Urso (Luisa Gatti), Sergio Tardioli (Massimo Bindi), Patrizia La Fonte (Angela Carboni), Francesco Sgrò (Bashir).
- Ascolti Italia: telespettatori 4 110 000 – share 17,29%[7]

## La resa dei conti
- Diretto da:
- Scritto da:

### Trama
Gaetano e Camilla si sono separati. Lui soffre ma tiene il punto, convinto della sua posizione. Lei vorrebbe non pensarci dedicandosi alla figlia e alla nipote e invece ci pensa e soffre, così, alla fine, decide di fare un tentativo per cercare di recuperare la loro storia d'amore andando da lui in ufficio per dirgli che le manca e chiedergli di tornare insieme, ma qui scopre per caso che lui ha deciso di accettare il trasferimento a Napoli senza dirglielo: Camilla è distrutta e se ne va, sconvolta e piangendo. Gaetano, dopo aver scoperto l’accaduto, la chiama immediatamente per scusarsi e spiegarle tutto, ma lei, delusa e amareggiata, non vuole sentirlo e lo liquida augurandogli buon viaggio. George, intanto, arriva in Italia e si ricongiunge con Livietta dopo la loro riappacificazione, mentre la ragazza dice alla madre che non dovrebbe lasciar andare Gaetano in questo modo perché è dal suo arrivo da Londra che si parla di Napoli, ma lei al riguardo non ha fatto altro che tirarsi indietro, consigliandole quindi di ripensarci. La polizia invece indaga su un omicidio avvenuto in una stanza di un hotel e il sospettato principale è Vasco, allievo di Camilla sparito qualche tempo prima e precedente complice della vittima in delle rapine passate: il ragazzo, dichiarandosi innocente, chiede aiuto alla prof, che lo fa ospitare e nascondere da Renzo dopo aver fatto un brutto incidente in moto. Poco dopo viene ritrovato anche il cadavere del portiere dell'hotel che aveva denunciato a Gaetano la presenza di Vasco nell'albergo la notte dell'omicidio. Collaborando in segreto con Vasco e anche con Renzo, Camilla capisce che a commettere l’omicidio è stata una delle due ragazze con cui la vittima aveva trascorso la notte prima di dover rivedere Vasco, per questioni di soldi. La ragazza colpevole, Daphne, confessa a Gaetano, Camilla e agli inquirenti di aver commesso l’omicidio per proteggere la sua amica Alexa, un'altra escort, da lui che stava tentando di strangolarla dopo averle sorprese a rubargli i soldi che dovevano essere restituiti a Vasco. Daphne alla fine conferma anche che il portiere è stato ucciso dal loro protettore e di aver ucciso pure quest'ultimo per legittima difesa quando le ha aggredite per avere i soldi rubati a Vasco. Al termine delle difficili indagini, Gaetano fa un ultimo tentativo con Camilla, chiedendole di andare a Napoli con lui, ma lei, pur amandolo ancora, gli dice che è troppo tardi. Marta, invece, capisce che Renzo è evidentemente ancora legato a Camilla e non è ancora pronto ad avere una nuova storia, perciò chiude la loro frequentazione e decide anche di lasciare la scuola per seguire il suo sogno di andare in Mozambico. In seguito, Camilla accompagna Livietta, George e la piccola Cami all'aeroporto, dove scopre da Livietta, che aveva chiamato Gaetano per salutarlo, che lui sta per partire a sua volta: la donna quindi decide di aspettarlo, poi i due si incontrano e alla fine lei gli dice che vorrebbe andare a Napoli con lui. Gaetano, dentro di sè, lo sperava e aveva quindi preso un biglietto anche per lei: i due, così, finalmente si ricongiungono, si riconfessano i propri sentimenti e partono per Napoli, insieme, felici e contenti.
- Altri interpreti: Gianpiero Tarantino (Ciro Azzarita), Emma Bonelli (Camilla Turner), Dylan Interlenghi (Lorenzo Ferrero), Michele Cantalupo (Mauro Marchi), Jasmine Bouabid (Jamila), Sabrina Scuccimarra (Magda), Madalina Bellariu (Daphne), Claudia Tosoni (Alexa), Massimiliano Mecca (Piero Rossotto), Francesco Sgrò (Bashir).
- Ascolti Italia: telespettatori 4 545 000 – share 18,46%[8]
- Nel finale di questo episodio, Renzo dice che "per andare in Inghilterra ora servirà il passaporto", chiaro riferimento all'imminente Brexit.